# Nintendo Research & Development 1
Nintendo Research and Development 1 (R&D1) était la plus ancienne équipe de développement de Nintendo. Elle fut formée lorsque Nintendo se lança dans le marché du jeu vidéo. À l'époque R&D1 était dirigée par Gunpei Yokoi. Cette équipe est à l'origine de plusieurs séries importantes chez Nintendo : Metroid, Kid Icarus, Wario Land et WarioWare.
En 1986, plusieurs membres de R&D1 fondèrent Intelligent Systems.
R&D1 est à l'origine de la famille des Game Boy, créée en 1989. Ils ont de plus développé certains des jeux les plus populaires sur Game Boy, comme Super Mario Land,. On leur doit entre autres la création du personnage de Wario.
Après le départ de Gunpei Yokoi en 1996 c'est Takehiro Izushi qui fut nommé à la tête de R&D1. En 2005, Satoru Iwata restructure les équipes de développement de Nintendo (dont R&D1) et les place sous la hiérarchie de Entertainment Analysis and Development.

## Liste de jeux développés

### Arcade
- 3D Hot Rally
- Donkey Kong
- Donkey Kong 3
- Donkey Kong Jr.
- Ice Climber
- Mario Bros.
- Popeye
- Sheriff 2
- Space Firebird

### Nintendo Entertainment System
- Balloon Fight
- Baseball
- Clu Clu Land
- Devil World
- Donkey Kong 3
- Dr. Mario
- Duck Hunt
- Excitebike
- Ginga no San Nin
- Gumshoe
- Gyromite
- Hogan's Alley
- Ice Climber
- Kid Icarus
- Mario Bros.
- Metroid
- Pinball
- Stack-Up
- Tennis
- Tetris
- Tetris 2
- Urban Champion
- Volley-ball
- Wario's Woods
- Wrecking Crew

#### Famicom Disk System
- Famicom Grand Prix II: 3D Hot Rally
- Famicom Tantei Club: Kieta Koukeisha
- Famicom Tantei Club Part II: Ushiro ni Tatsu Shōjo
- Kid Icarus
- Metroid

### Super Nintendo
- Battle Clash
- Mario Paint
- Metal Combat: Falcon's Revenge
- Super Metroid
- Super Play Action Football
- Super Scope 6
- Wario's Woods
- Wrecking Crew '98

### Virtual Boy
- Teleroboxer

### Nintendo 64
- Sin and Punishment: Successor of the Earth (codéveloppé avec Treasure)

### GameCube
- WarioWare, Inc.: Mega Party Game$

### iQue Player
- Dr. Mario

### Game & Watch
- Ball[8],[9]
- Balloon Fight (Crystal Screen)
- Balloon Fight (Wide Screen)
- Black Jack
- Bomb Sweeper (Multi Screen)
- Boxing (Micro Vs. System)
- Chef (Wide Screen)[10]
- Climber (Crystal Screen)
- Climber (Wide Screen)
- CrabGrab (Super Color)
- Donkey Kong (Multi Screen)[11]
- Donkey Kong 3 (Micro Vs. System)
- Donkey Kong Hockey (Micro Vs. System)
- Donkey Kong II (Multi Screen)
- Donkey Kong Jr (Panorama)
- Donkey Kong Jr. (Wide Screen)
- Donkey Kong Jr. (Tabletop)
- Egg (Wide Screen)[12]
- Fire[13],[9]
- Fire (Wide Screen)[14]
- Fire Attack (Wide Screen) [15]
- Flagman[16],[9]
- Gold Cliff (Multi Screen)
- Greenhouse (Multi Screen)
- Helmet[17],[9]
- Judge (Green Version)[18]
- Judge (Purple Version)[19]
- Lifeboat (Multi Screen)
- Lion[20],[9]
- Manhole[21]
- Manhole (Wide Screen)[9]
- Mario Bros. (Multi Screen)
- Mario the Juggler (Wide Screen)
- Mario's Bombs Away (Panorama)
- Mario's Cement Factory (Tabletop)
- Mario's Cement Factory (Wide Screen)
- Mickey and Donald (Multi Screen)
- Mickey Mouse (Panorama)
- Mickey Mouse (Wide Screen)[22]
- Octopus (Wide Screen)[23]
- Oil Panic (Multi Screen)[24]
- Parachute (Wide Screen)[25],[9]
- Pinball (Multi Screen)
- Popeye (Tabletop)
- Popeye (Wide Screen)[26]
- Punch-Out!! (Micro Vs. System)
- Rain Shower (Multi Screen)
- Safebuster (Multi Screen)
- Snoopy (Panorama)
- Snoopy (Tabletop)
- Spitball Sparky (Super Color)
- Squish (Multi Screen)
- Super Mario Bros. (Crystal Screen)
- Super Mario Bros. (Wide Screen)
- Super Mario Bros. (YM-901 Special Edition)
- Tropical Fish (Wide Screen)
- Turtle Bridge (Wide Screen)[27]
- Vermin[28],[9]
- Zelda (Multi Screen)

### Game Boy
- Alleyway
- Balloon Kid
- Dr. Mario
- Game & Watch Gallery
- Kid Icarus: Of Myths and Monsters
- Kirby's Block Ball
- Metroid II: Return of Samus
- Radar Mission
- Solar Striker
- Super Mario Land
- Super Mario Land 2: 6 Golden Coins
- Tetris
- Wario Land: Super Mario Land 3
- Wario Land II

### Game Boy Color
- Game & Watch Gallery 2
- Game & Watch Gallery 3
- Wario Land 3

### Game Boy Advance
- Metroid: Fusion
- Metroid: Zero Mission
- Wario Land 4
- WarioWare: Twisted!
- WarioWare, Inc.: Mega Microgame$
- Rhythm Tengoku
- Game & Watch Gallery 4

### Nintendo DS
- WarioWare: Touched!